# Acacia hebeclada
Acacia hebeclada é uma espécie de leguminosa do gênero Acacia, pertencente à família Fabaceae.